# Juan Gris
José Victoriano González-Pérez conegut com a Juan Gris (Madrid, 23 de març de 1887 - Boulogne-Sur-Seine, 11 de maig de 1927) fou un pintor espanyol que va desenvolupar la seva activitat principalment en París, i és considerat com un dels mestres del cubisme.

## Biografia
El seu vertader nom era José Victoriano González Pérez. Va nàixer a Madrid el 23 de març de 1887, i va estudiar a l'Escola d'Arts i Oficis de la seva ciutat natal. Va treballar per a diverses publicacions com Blanco y Negro i Madrid Cómico.
L'any 1906 es va traslladar a París (Illa de França, França), on va conèixer Pablo Picasso i Georges Braque. Els primers anys es va guanyar la vida dibuixant per a les revistes L'Assiette au Beurre i Charivari.
Durant la Primera Guerra Mundial (1914-1918) va treballar a París, on va realitzar la seva primera exposició individual el 1919.
Durant la dècada de 1920 va empitjorar seriosament la seva salut i va morir, tot just complerts els quaranta anys, a Boulogne-Sur-Seine l'11 de maig de 1927.

## Obra
Les seues primeres obres cubistes daten de 1912, any en què va exposar al Saló dels Independents de Barcelona el seu "Homenatge a Picasso" i va signar un contracte en exclusiva amb el marxant Henry Kahnweiler, mort l'any 1914. L'any següent va passar l'estiu amb Picasso a Ceret, període en què va començar a desenvolupar la tècnica del papier collé (formes retallades en paper i colpides al llenç).
Entre 1922 i 1924 va fer escenografies per a dos ballets de Serguei Diàguilev, Les tentations de la Bergère (Les temptacions de la pastora) i La Colombe (La coloma), alhora que continuava pintant.
Després de 1925 va utilitzar sobretot el guaix i l'aquarel·la i va realitzar algunes il·lustracions per a llibres. Les seues teories pictòriques es troben recollides en nombrosos articles i conferències.
Part de les seues pintures cubistes són natures mortes, entre les quals s'inclouen Guitarra i botella (1917, Museu d'Art de Filadèlfia), El tauler d'escacs (1917, Museu d'Art Modern de Nova York) i Botella i fruiter (1919, Museu Thyssen-Bornemisza, Madrid). També va tractar altres temes, com mostra en El fumador (1913, Museu Thyssen-Bornemisza). Un exemple de la seua tècnica de papier collé és Gots i periòdic (1914, Museu d'Art del Smith College, Northampton, Massachusetts).

## Galeria d'obres

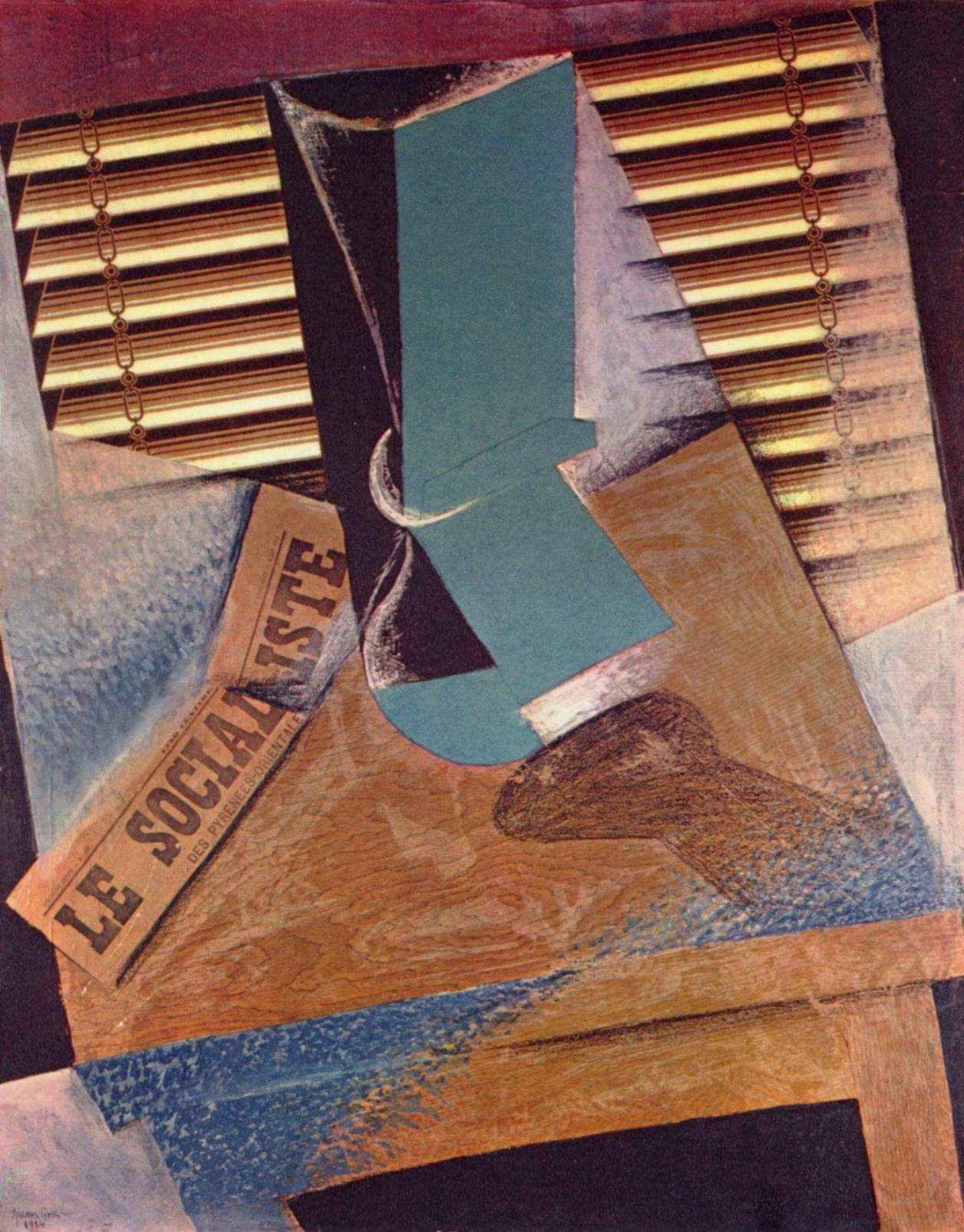
....., 1914, Tate Gallery, Londres.
- Guitarra i mandolina, 1919, Galerie Beyeler, Basel
Stilleben mit Gitarre, Buch und Zeitung, 1919, Kunstmuseum, Basel.
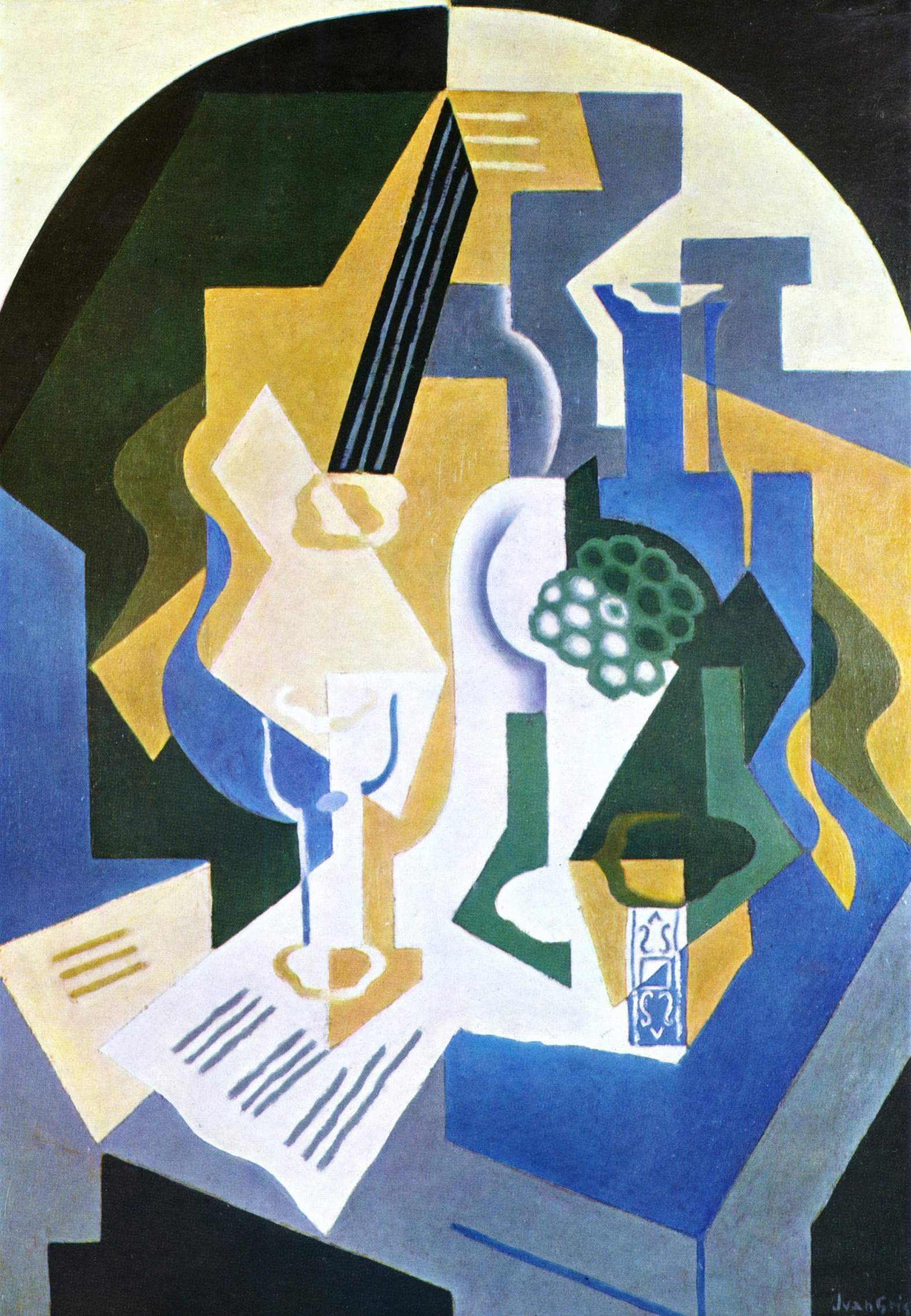
Guitarra i mandolina, 1919, Galerie Beyeler, Basel
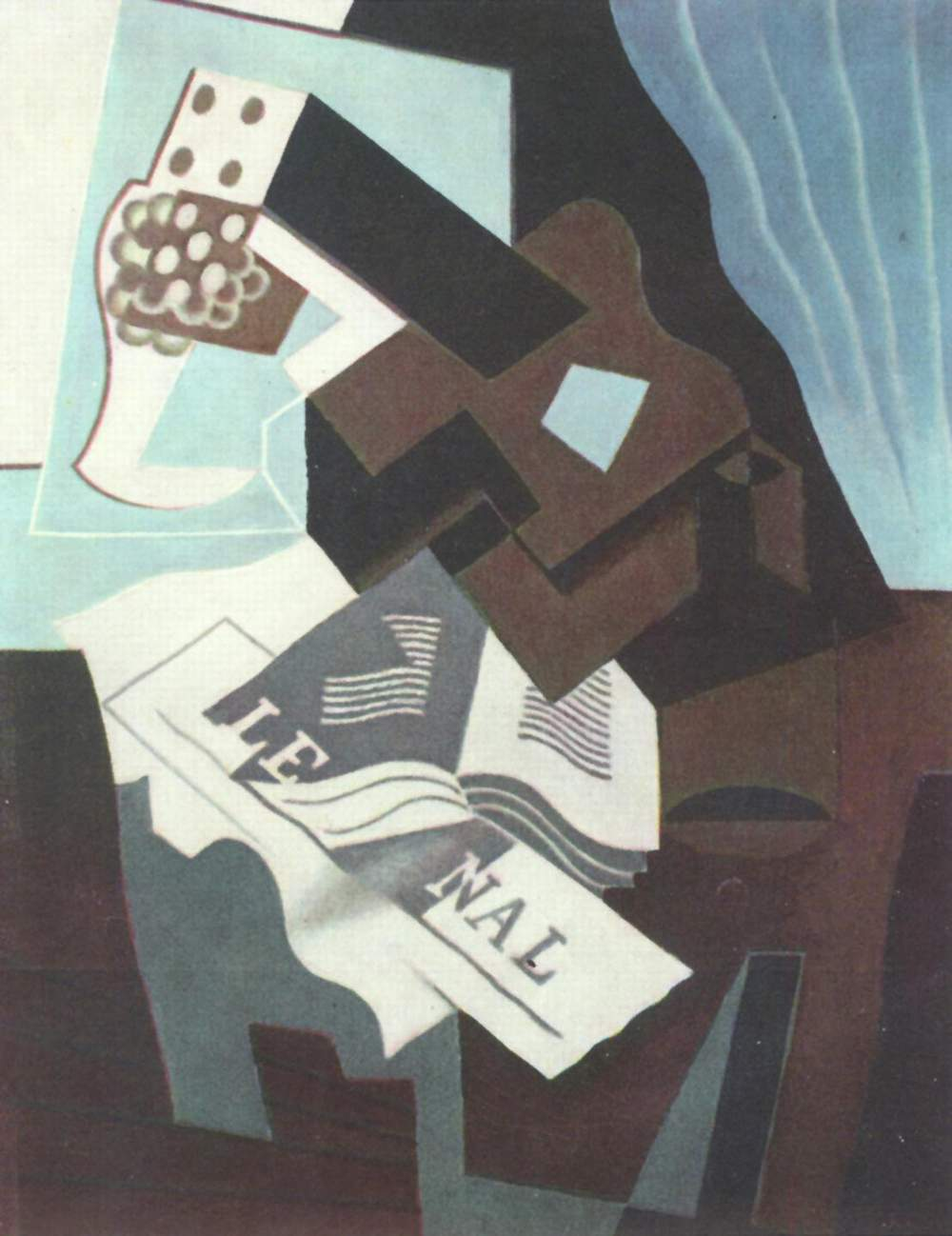
Stilleben mit Gitarre, Buch und Zeitung, 1919, Kunstmuseum, Basel.
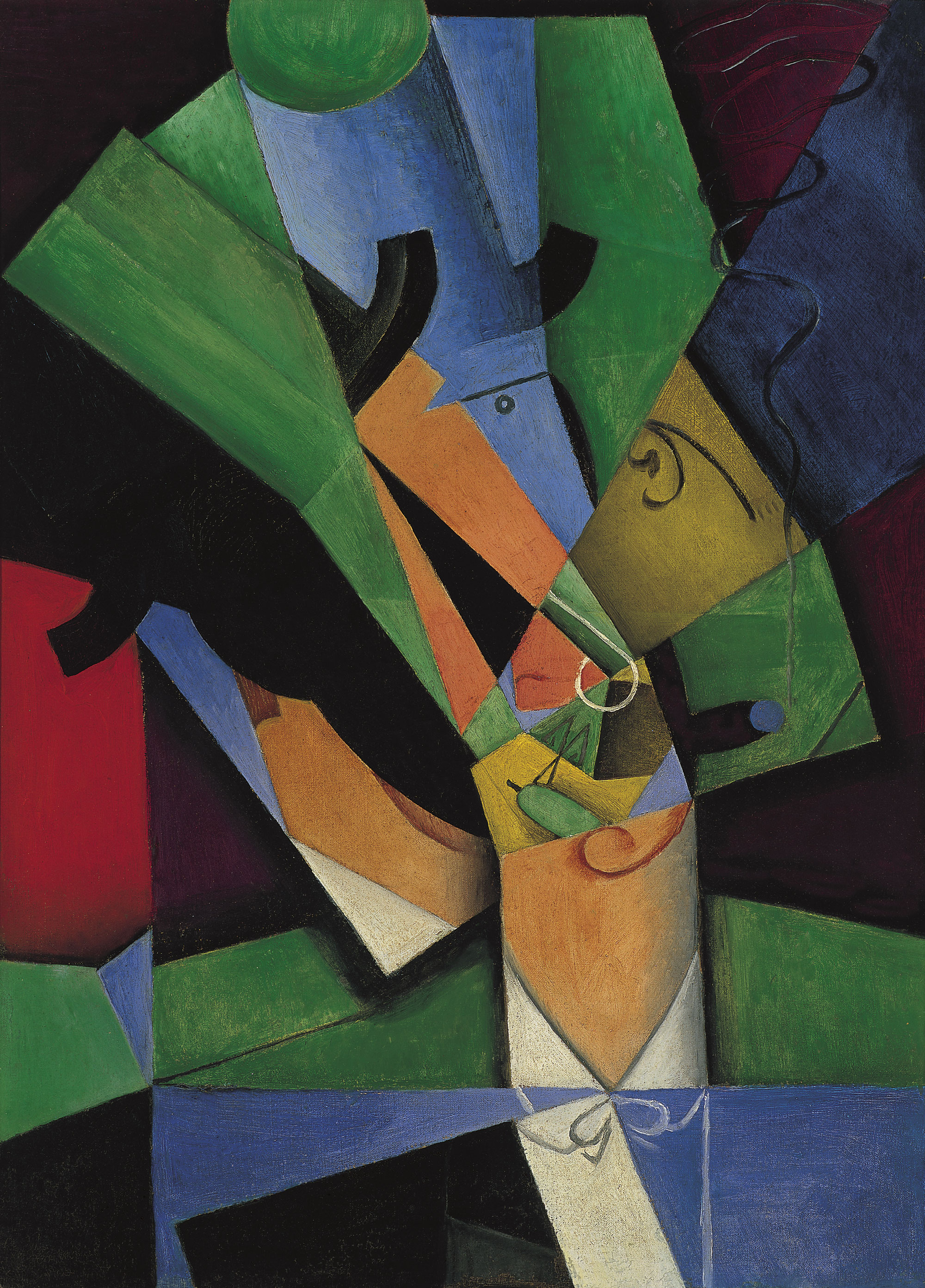
El fumador (Frank Haviland), 1913. Museu Thyssen Bornemisza.
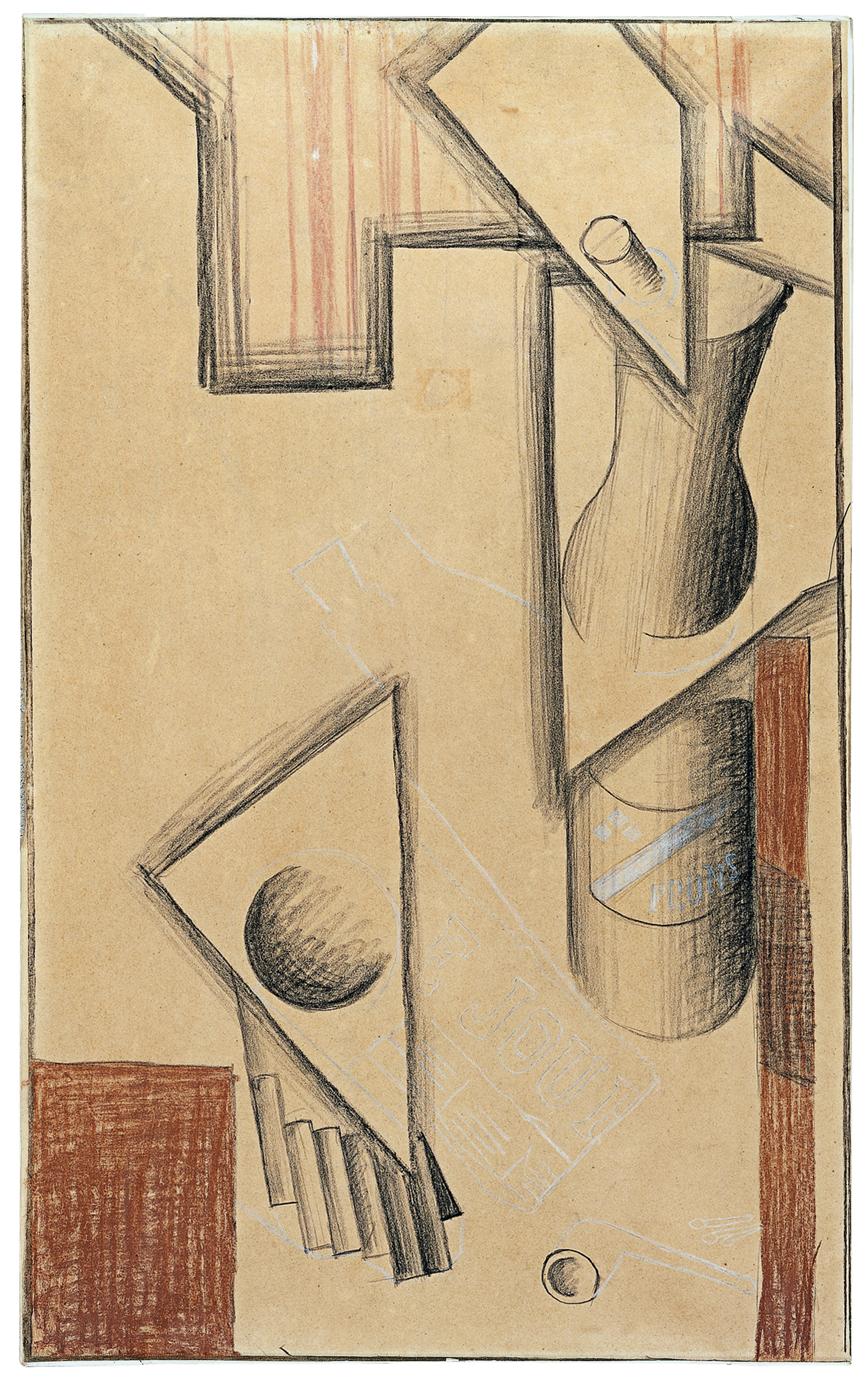
Bodegó, 1913. Museu Thyssen Bornemisza.
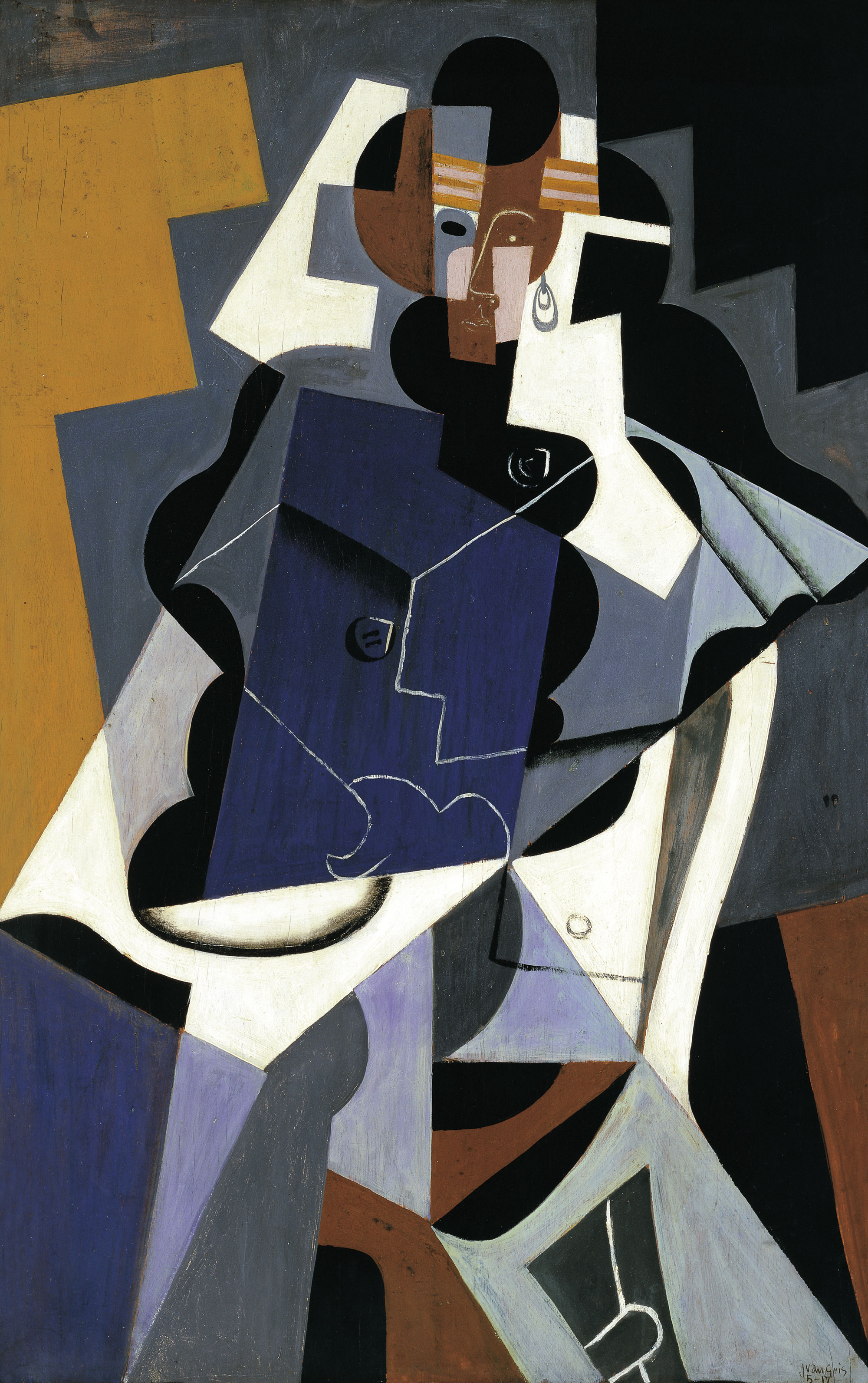
Dona asseguda, 1917. Col·lecció Carmen Thyssen Bornemisza.
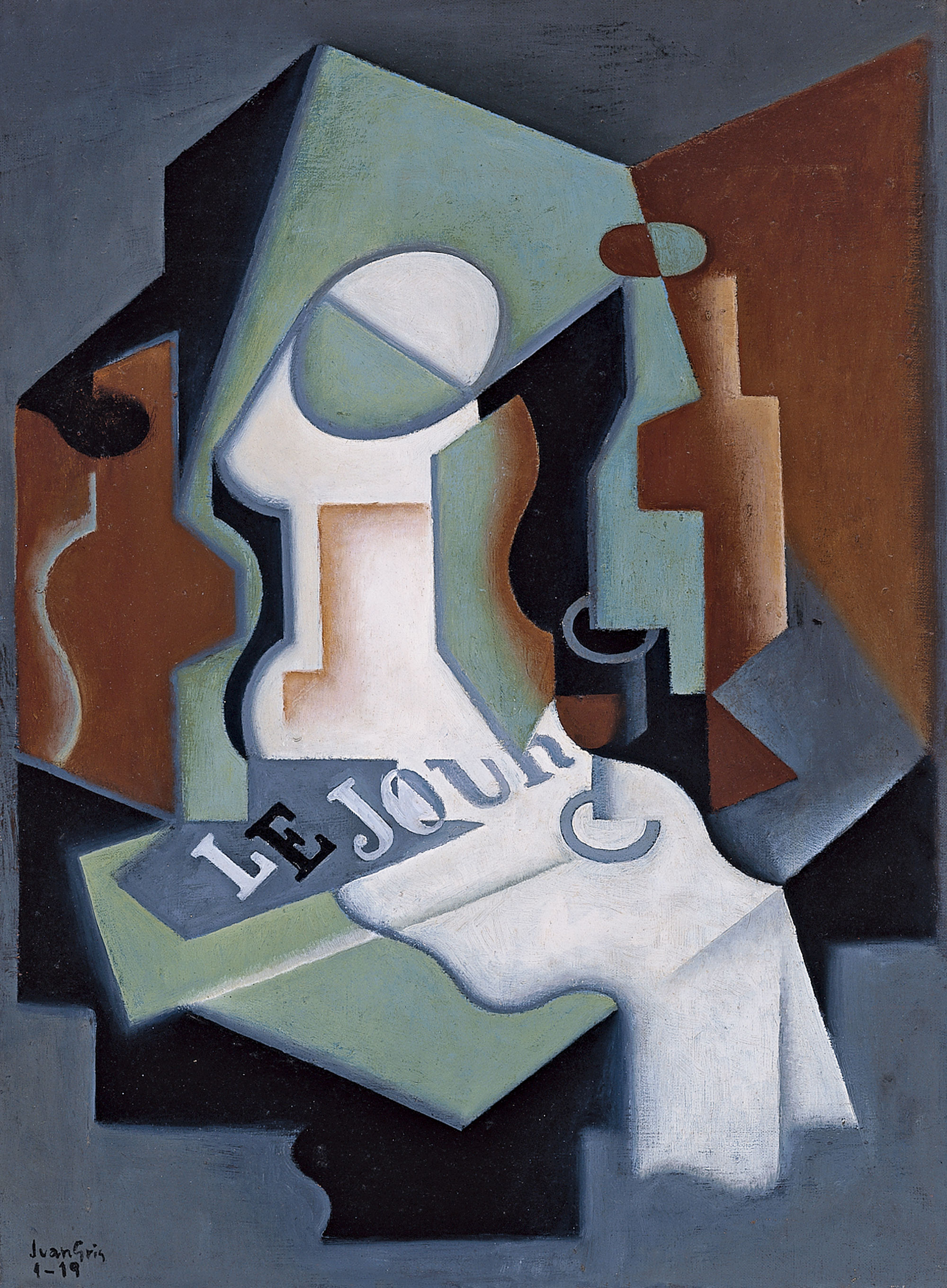
Botella i fruiter, 1919. Museu Thyssen Bornemisza.